# Majlinda Bregu
Majlinda Bregu (ur. 19 maja 1974 w Tiranie) – albański polityk, w latach 2007–2013 minister integracji europejskiej.

## Życiorys
W 1996 ukończyła studia na Wydziale Nauk Społecznych Uniwersytetu Tirańskiego i podjęła pracę wykładowcy na macierzystym uniwersytecie. Od 2003 zajmowała się naukowo kwestią przemocy w rodzinie i praktycznej realizacji polityki równości płci. Jest autorką prac poświęconych tematyce seksualności, sytuacji kobiet w Albanii i prostytucji. Pracę doktorską z zakresu socjologii (Sociology of cultural phenomena’s and normative process) obroniła w 2005 na włoskim Uniwersytecie Carlo Bo w Urbino. Staże naukowe odbywała w Oslo i Montrealu.
W kwietniu 2004 wybrana do władz centralnych (Rady Narodowej) Demokratycznej Partii Albanii. W wyborach 2005 uzyskała mandat deputowanego do parlamentu, w którym pracowała w komisji ds. polityki społecznej. W marcu 2007 objęła stanowisko rzecznika rządu, kierowanego przez Salego Berishę. W latach 2007–2013 pełniła funkcję ministra ds. integracji europejskiej. Po wyborach parlamentarnych 2013, przegranych przez jej partię stanęła na czele parlamentarnej komisji integracji europejskiej.
W życiu prywatnym jest mężatką, ma dwoje dzieci.